# Harina de trigo

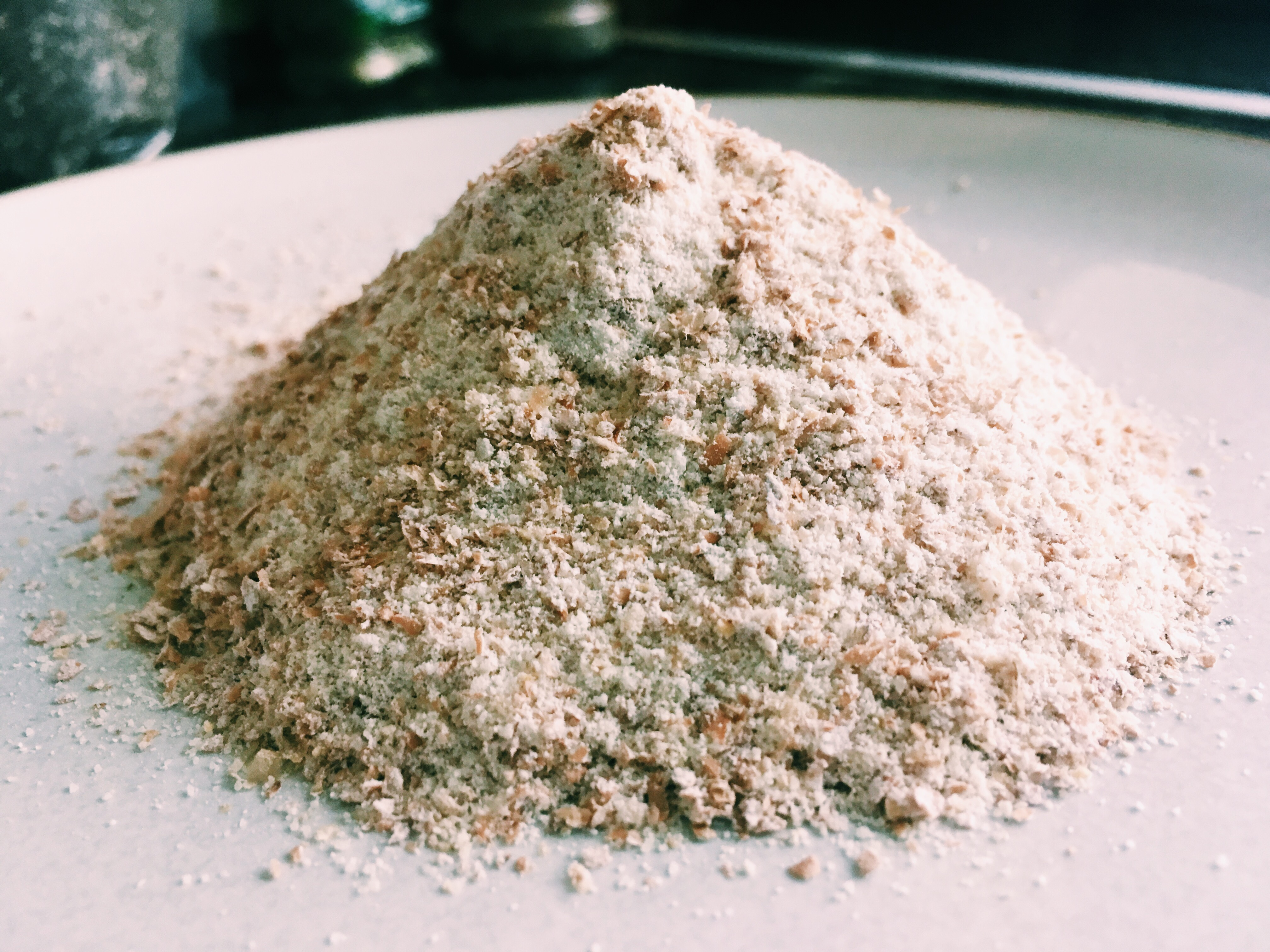
Harina de trigo

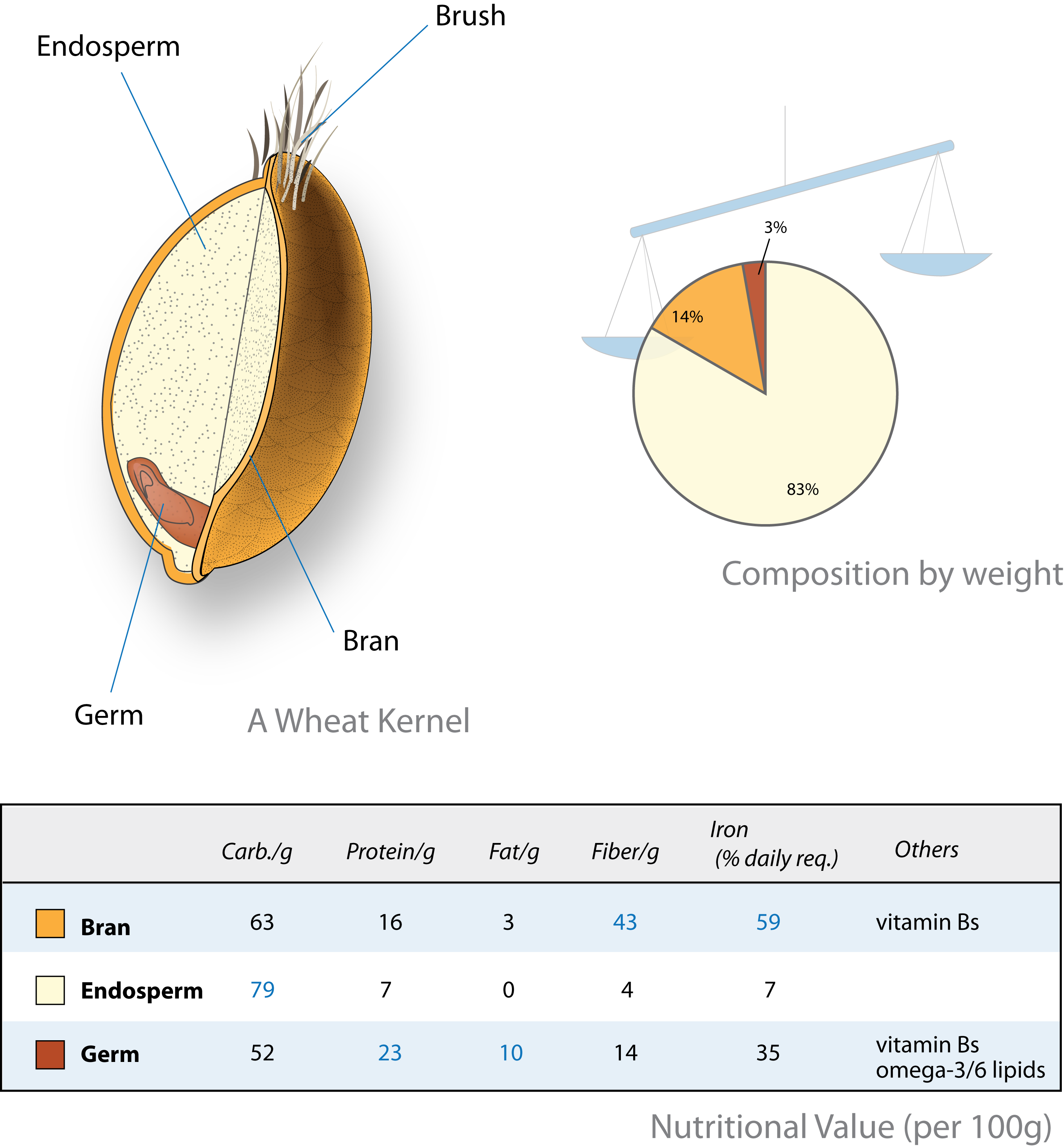
Endospermo o parte de proteína/almidón, el germen o parte rica en proteínas/grasas/vitaminas, el salvado o parte de fibra y el cepillo, brocha o broza.

La harina de trigo es un polvo hecho de la molienda del trigo blando y que se emplea para consumo humano. La harina de trigo es la que más se produce de entre todas las harinas.
Las variedades de trigo se apellidan "blandas" o "débiles", si tienen un contenido de gluten bajo, y "duro", "fuerte" o "de fuerza", si tienen un contenido alto de gluten. La harina de fuerza, o harina de pan, es de gluten alto, con un 12% a 14% de contenido de gluten, su masa tiene un tacto elástico que aguanta su forma bien una vez horneada. La harina blanda es comparativamente baja en gluten y por ello resulta en un pan con una textura más fina, quebradiza. La harina blanda se clasifica normalmente en harina de pastel, la cual es la más baja en gluten, o harina de pastas, la cual tiene ligeramente algo más de gluten que la harina de pastel.
En términos de las partes del grano (la fruta de la planta) utilizada en la harina —el endospermo o parte de proteína/almidón, el germen o parte rica en proteínas/grasas/vitaminas y el salvado o parte de fibra— hay tres tipos generales de harina. La harina blanca o refinada está hecha únicamente de endospermo. La harina marrón incluye algunos de los gérmenes o salvado, mientras que la de grano entero o integral está hecha del grano entero, incluyendo el salvado, endospermo, y germen. La harina de germen está hecha del endospermo y germen, excluyendo el salvado.